# Фрітьйоф Нансен
Фр́ітьйоф Н́ансен (норв. Fridtjof Nansen; 10 жовтня 1861, неподалік Христіанії — 13 травня 1930) — норвезький мандрівник, океанограф, біолог, метеоролог та громадський діяч; ректор Університету Осло (1919—1921).
Лауреат Нобелівської премії миру 1922 року — «за багаторічні зусилля з надання допомоги беззахисним».
2000 року співвітчизники проголосили його «норвежцем тисячоліття», національним героєм Норвегії.
На карті Арктики й Антарктики ім'я Нансена зустрічається 25 разів.

## Початки наукової діяльності
У 1880–1892 роках навчався в університеті в Христіанії (Осло).
Першою значною працею Нансена, яка вийшла в 1885 р. і принесла йому золоту медаль, були «Матеріали з анатомії і гістології мезостом». У річному звіті музею м. Бергена за 1886 р. надруковано нову значну працю Нансена «Попередні повідомлення про дослідження будови центральної нервової системи ascidia і myxine glutinosa». Головним предметом пристрасного захоплення молодого науковця стала будова центральної нервової системи, при чому дослідження його стосувалися не тільки червів, але й ракоподібних і м'якотілих, а потім він включив в число предметів вивчення навіть нижчі розряди хребетних. У роботах про нервові системи цих організмів Нансен першим став застосовувати хромо-срібний метод Гольджі, і йому вдалося проникнути в будову центральної нервової системи дещо глибше, ніж його попередникам. Видана англійською мовою стаття «Побудова і зв'язок гістологічних елементів центральної нервової системи» посідає почесне місце в науковій літературі. 
Двадцятишестирічним Нансен уже здобув ступінь доктора зоології за дисертацію «Нервові елементи, їх будова і зв'язок із центральною нервовою системою». У 1897 р. Нансен — професор зоології Крістіанського університету, 1898 — почесний член Петербурзької академії наук.

## Участь у полярних експедиціях

### Дослідження Гренландії
Детальніші відомості з цієї теми ви можете знайти в статті Гренландська експедиція Нансена.
Прагнення до дослідження полярних областей змусило Нансена проміняти мирну працю кабінетного ученого на життя арктичного мандрівника. Тут Нансен поставив собі завдання — перехід через усе крижане плато Гренландії від східного берега до західного. Він мав на меті перевірити теорію шведського вченого Отто Норденшельда про існування в центральній Гренландії вільної від криги території з багатою флорою. Всю працю щодо спорядженню експедиції Нансен узяв на себе.
16 серпня 1888 року шестеро членів експедиції почали перехід від фйорду Умівіка на східному узбережжі. Долаючи труднощі, вони піднялись на висоту 8860 футів (2770 м), проникли у внутрішню область крижаного плато, роблячи дорогою наукові спостереження, і вдало досягли західного узбережжя, тобто пройшли зі сходу на захід усю область материкового льоду, що до того часу вважалося нездійсненним. Важливі результати спостережень Нансена для географії, геології, метеорології та кліматології оцінив академічний світ. Шведське антропологічне товариство нагородило Нансена золотою медаллю «Вега», заснованою на честь знаменитого плавання О. Норденшельда на «Везі». Потім Нансена вшанували золотою медаллю Карла Ріттера і золотою медаллю «Вікторія» та обрали почесним членом численних наукових товариств.
Після повернення з Гренландії у червні 1889 року Нансен узявся за літературну працю, готуючи до друку два твори: «На лижах через Гренландію» і «Життя ескімосів».

### Похід на Північний полюс
У 1890 році Нансен взявся за підготовку до експедиції в регіон Північного полюса. Улітку 1893 року на спеціально побудованому для цієї мети кораблі «Фрам» Нансен з 12-ма членами експедиції вийшов із Норвегії. У вересні «Фрам» почав дрейф на північний захід від Новосибірських островів. Під час дрейфу «Фрама» були проведені океанографічні та метеорологічні спостереження, які спростували думку про мілководність Північного Льодовитого океану, встановлені структура і походження його водних мас, відкритий вплив добового обертання Землі на рух криги.
Прагнучи досягти Північного полюса, 14 березня 1895 року Нансен у товаристві Ялмара Юхансена покинув корабель на 84° 4´ пн. ш. і рушив на північ із трьома саньми, двома човнами та двадцятьма вісьмома собаками. 8 квітня вони досягли 86° 14´ пн. ш., але через брак харчів змушені були повертатись, розраховуючи вийти на о. Шпіцберген. Проте через дрейф криги, по якій вони йшли, мандрівники збилися зі шляху і залишились зимувати на невідомому острівці, харчуючись м'ясом упольованих ведмедів та моржів. У травні 1896 року вони вийшли на Землю Франца-Йосифа, де випадково зустріли британську експедицію під проводом Джорджа Джексона. Звідти Нансен і Юхансен повернулись до Норвегії.

### Інші арктичні дослідження
У 1900 році Нансен брав участь в експедиції щодо вивчення течій у Північному Льодовитому океані. У 1902 році створив Центральну океанографічну лабораторію в Крістіанії, був одним з організаторів і членів Міжнародної ради вивчення морів у Копенгагені. Нансен розробив метод визначення швидкості течії з дрейфуючого судна, сконструював батометр і точний ареометр. У 1913 році здійснив плавання уздовж берегів Північного Льодовитого океану до гирла р. Єнісею, потім подорожував півднем Східного Сибіру і Далекого Сходу.

## Громадська діяльність
Фрітьйоф Нансен був впливовою людиною не лише в себе на батьківщині: 1905 року Норвегія вирішила розірвати союз із Швецією, він їздив до Лондона заручитися підтримкою британського уряду в цій справі. Після розриву унії було проведено референдум, де населення вибирало майбутній устрій країни. Громадськість пропонувала йому висунути свою кандидатуру на пост президента чи, як подейкували, навіть короля, але він відмовився. Він був одним з тих, хто переконав данського принца Гокона VII стати королем Норвегії.
У 1906—1908 роках працював норвезьким послом у Лондоні. Був другом англійського короля Едуарда VII.
Після закінчення Першої світової війни 1914—1918 рр. Нансен був верховним комісаром Ліги Націй у справах військовополонених, одним з організаторів Міжнародної комісії допомоги потерпілій від голоду в Росії. Авторитет науковця допоміг йому зібрати величезні кошти на закупівлю продовольства для тих, хто голодував. До цього фонду вклав і значну частку Нобелівської премії, присудженої йому в 1922 р.
У 1925–1928 роках працював у комісії з репатріації вірменських біженців до Радянської Вірменії.

### Зв'язок з Україною
Наприкінці січня 1923 р. Нансен приїздив до Харкова, щоб погодити з урядом УРСР план боротьби з наслідками голодомору і надати допомогу республіці у важкий час. Він зустрічався з керівниками українського уряду Григорієм Петровським і Християном Раковським.
Про свої наміри він заявив так: «По-перше, необхідно надати допомогу потерпілим від голоду, а також допомогти селянам відбудувати своє господарство, щоб вони спокійно зустріли майбутнє. Друге завдання — сприяти підвищенню культурного рівня країни, якій належить велике майбутнє. Необхідно допомогти студентам продовжувати навчання, вчителям — займатись педагогічною роботою. Пам'ятатимемо, що для цієї мети нам необхідна не тільки їжа, але й книга. На нас лежить великий обов'язок навчити європейські країни взаємної довіри».
Фонд Нансена становив 250 000 золотих карбованців.
До України постачалася велика кількість сільгосптехніки, дієтичних харчових продуктів. Місія Нансена заснувала багато дитячих будинків, зокрема і в Харкові. Усі вони називалися однаково: «Дитячий будинок ім. Нансена». Також на гроші Фонду Нансена в Україні засновані два дослідні господарства (одне в селі Апостолово-Михайлівка Катеринославської губернії — Перша українська землеробська станція доктора Ф. Нансена).
На знак пошани до пам'яті Нансена скульптор Олександр Табатчиков створив погруддя великого норвежця (1962), а поетеса Ліна Костенко написала вірш «Любов Нансена».

## Вшанування пам'яті
Вулиці Нансена існують у містах Дніпро, Вінниця, Кривий Ріг, Миколаїв, Харків.
У місті Миколаїв вулицю Гастелло перейменували на вулицю Нансена.
У місті Дніпро вулицю Терпигорева перейменували на вулицю Нансена.

## Бібліографія

Фрітьйоф Нансен на цигарках, 1928